# Schuld en boete voorbij: verwerking van een onverwerkt verleden
Schuld en boete voorbij - verwerking van een onverwerkt verleden is een boek van Jean Améry (pseudoniem van Hans Mayer), een Oostenrijks schrijver van Joodse afkomst, dat geldt als een van de belangrijkste teksten over de vernietigingskampen van de nazi's.
Het boek verscheen oorspronkelijk in het Duits in 1966 onder de titel Jenseits von Schuld und Sühne - Bewältigungsversuche eines Überwältigten. Het was een tijd waarin er in de (West-)Duitse samenleving openlijker kon worden gediscussieerd over de Tweede Wereldoorlog en de morele vragen omtrent de oorlogsmisdaden en mensenrechtenschendingen onder het naziregime en daarbij met name de reeds voor de oorlog aangevangen Jodenvervolging, die was uitgelopen op de Holocaust, waarover in de loop der jaren na 1945 steeds meer gruwelijke details bekend waren geworden. De Nederlandse vertaling zou echter vele jaren later worden gepubliceerd, pas in 2000.
Het boek betreft een bundel van autobiografische essays van de schrijver die zelf gevangene was in het kamp Auschwitz. Hij was een Oostenrijkse christen die echter als Jood werd aangemerkt volgens de criteria van de racistische ideologie van de nazi's zoals die in 1935 was vastgelegd in de Neurenberger rassenwetten en daarom bij de Anschluss (annexatie van Oostenrijk door Nazi-Duitsland) in 1938 naar België vluchtte. Het werk geldt als een van de centrale teksten van de Duitstalige Holocaust-literatuur en wordt gekenmerkt door een radicaal zelfonderzoek door de auteur, die zich ten doel stelde "de aard van het bestaan van het slachtoffer te beschrijven".
Centraal staan zijn ervaringen als vluchteling, als gevangene en als slachtoffer van vervolging en de martelingen waaraan hij werd onderworpen. Tegelijkertijd weerspiegelen de essays van Améry de moeilijkheid van de naoorlogse West-Duitse samenleving het recente verleden en de door de historische feiten opgeroepen gevoelens van schuld en schaamte te verwerken in de publieke discussie over het nationaalsocialistische verleden die in de jaren 60 meer op gang kwam.
- Bibliothèque nationale de France: cb16715313s (data)
- Gemeinsame Normdatei: 4456361-9
- Virtual International Authority File: 219192000